# الخلیج التجاری
الخلیج التجاری (به عربی: الخلیج التجاری) یک ناحیه تجاری مرکزی در امارات متحده عربی است که در شیخ‌نشین دبی واقع شده‌است.